# Giacomo Guarinelli

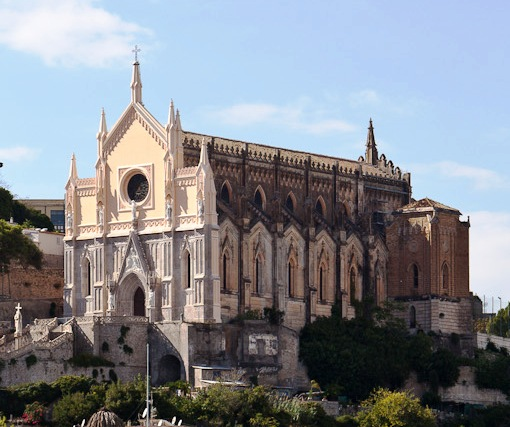
Tempio di San Francesco a Gaeta

Giacomo Guarinelli (Napoli, 28 ottobre 1810 – 1880) è stato un architetto e ingegnere militare italiano.

## Biografia
Era figlio di un tenente dell'esercito borbonico e entrò nel 1826 nel Collegio militare della Nunziatella, uscendone nel 1832 entrando nel Genio militare, dove raggiunse presto il grado di capitano.  
Ebbe numerosi incarichi da parte del re Ferdinando II, soprattutto per lavori, documentati fin dal 1835, nel territorio di Gaeta dove prestò servizio.
Gli fu affidato il restauro di due chiese di Gaeta: la Chiesa di S. Giuda Taddeo, restaurata nel 1853 e la Chiesa di San Francesco, un edificio di origine medievale che Guarinelli, invece di demolire e ricostruire come previsto, rivestì con un involucro esterno e interno in stile neogotico, medianti lavori decennali e non completati, a partire dal 1850. 
Il Re Ferdinando II gli affidò anche  il restauro della  Real Villa di Caposele  di  Formia e i lavori di rinnovamento della Fortezza di Gaeta.
A  Gaeta costruì anche una sontuosa dimora per sé stesso conosciuta come Palazzo Guarinelli.  
Nel 1860 fu promosso maggiore durante il Regno di Francesco II. Pochi giorni dopo si dimise dall'esercito borbonico e si offrì come collaboratore al Generale Cialdini a cui indicò, durante l'assedio di Gaeta, come dirigire i tiri dell'artiglieria sui punti deboli della fortezza, una struttura che conosceva certamente molto bene avendo diretto i lavori di consolidamento. Questo tradimento fu stigmatizzato da subito dai simpatizzanti borbonici.  

## Pubblicazioni
- Giacomo Guarinelli, Brevi cenni sulle costruzioni militari, civili ed ecclesiastiche eseguite in Gaeta dal 1835 sin oggi, 1853
- Giacomo Guarinelli, Memoria sugli effetti dei tiri, 1848